# Safenwil
Safenwil (schweizerdeutsch ˌz̥ɑv̥əˈʋiːʊ) ist eine Einwohnergemeinde im Schweizer Kanton Aargau. Sie gehört zum Bezirk Zofingen, liegt zwischen dem Uerkental und dem Wiggertal und grenzt an den Kanton Solothurn.

## Geographie
Das Gemeindegebiet hat eine Fläche von 599 Hektaren; davon sind 277 Hektaren bewaldet und 166 Hektaren überbaut. Das Gebiet liegt in einer verkehrsgeographisch wichtigen Mulde am Übergang zwischen den Tälern der Wigger im Westen und der Uerke und der Suhre im Osten. Der Geländesattel bei Safenwil ist etwa 60 Meter höher als die Ebene des Wiggertals und 40 Meter höher als das Suhretal. Das Quertal bildet den tiefsten Einschnitt in der Hügelkette, die sich über 15 Kilometer von Dagmersellen bis zum Aaretal bei Dulliken erstreckt. Gegen Nordosten zweigt vom Safenwiler Tal eine Niederung in das Aaretal ab, die vom Gretzenbach entwässert wird; das Wissbächli, das ein Ursprung des Gretzenbachs ist, entspringt auf dem Gebiet von Safenwil.
Das Quertal von Safenwil wird im Norden von der Engelbergkette, die zum Faltenjura gehört, und von den Hügeln im Safenwilerwald sowie im Süden vom Bergrücken Bühnenberg-Hochwacht-Heizenberg-Halden begrenzt, der eine Formation des Molassemassiv im Schweizer Mittelland bildet. Der Berghang südlich des Dorfes gehört fast überall, mit Ausnahme des Gipfelplateaus auf der Hochwacht (644 m ü. M.), bis zur Wasserscheide hinauf zum Gemeindegebiet von Safenwil. Der nördliche Abschnitt der Gemeindegrenze folgt im Westen dem tiefsten Punkt der Einsattelung beim Waldgebiet Einschlag und im Nordosten dem Tälchen am Gretzenbach. Der höchste Punkt des Gemeindegebiets befindet sich auf der Hochwacht, der tiefste auf 450 Metern an der östlichen Gemeindegrenze am Mülibach, der in Kölliken in die Uerke mündet, und beim Kreisel der Köllikerstrasse mit der Strasse nach Holziken. Der Mülibach erhielt seinen Namen nach den alten Gewerbebetrieben, die früher in Safenwil und Kölliken seine Wasserkraft nutzten. In den Bach münden mehrere Gewässer aus dem Berggebiet südlich von Safenwil. Der Westhang der Anhöhe Striegel wird vom Schnäpfwinkelbächli und vom kanalisierten Plegibach gegen Westen zum Oftringer Dorfbach entwässert.

Bau der Autobahn bei Safenwil

Die Ortschaft Safenwil war ursprünglich eine Streusiedlung und bestand aus mehreren Ortsteilen, die in der zweiten Hälfte des 20. Jahrhunderts durch starke Siedlungstätigkeit und den Bau von Gewerbebetrieben zusammengewachsen sind. Die Autobahn A1 und die Eisenbahnlinie  Zofingen–Lenzburg führen durch das Tal und trennen die Ortsteile. Südlich dieser Hauptverkehrsachse liegen die Ortsteile Striegel, Dorf und Dörfli, im Norden die Ortsteile Fritz, Hard und Holz. 
Die Nachbargemeinden von Safenwil sind Kölliken im Osten, Uerkheim im Südosten, Zofingen im Süden, Oftringen im Westen sowie die solothurnischen Gemeinden Walterswil und Gretzenbach im Norden.

## Geschichte
Die Gegend um Safenwil war bereits während der Römerzeit besiedelt. Am Saumpfad zwischen dem Wiggertal und dem Legionslager in Vindonissa befand sich ein Gutshof. Die Alamannen siedelten sich im 7. oder 8. Jahrhundert an. Die älteste Schriftquelle, die den Ortsnamen als Sabenewilare anführt, ist ein 893 geschriebener Zinsrodel des Fraumünsters in Zürich. Der Ortsname stammt vom althochdeutschen Sabininwilari und bedeutet «Hofsiedlung des Sabino».

Luftansicht (1958)

Im Mittelalter lag das Dorf im Herrschaftsbereich der Grafen von Lenzburg, ab 1173 in jenem der Grafen von Kyburg. Nachdem diese ausgestorben waren, übernahmen die Habsburger 1273 die Landesherrschaft und waren Inhaber der Blutgerichtsbarkeit. Zu jener Zeit befand sich auf dem Sodhubel südlich des Dorfes die kleine Burg Scherenberg, von der nur die Fundamente erhalten geblieben sind. 1361 übernahmen die Herren von Ifenthal die Vogtei Safenwil mitsamt der niederen Gerichtsbarkeit von den Freiherren von Belp.
1415 eroberten die Eidgenossen den Aargau. Safenwil gehörte nun zum Untertanengebiet der Stadt Bern im so genannten Berner Aargau. Die Stadt Solothurn erwarb 1458 die niedere Gerichtsbarkeit über das Gebiet um Gösgen, darunter auch über Safenwil. Weil durch das Tal von Safenwil die bedeutende Landstrasse in den Unteraargau und nach Zürich führte, wollte Bern sämtliche Rechte auf seinem Territorium in einer Hand vereinigen, was aber erst 1665 durch eine Vereinbarung mit Solothurn gelang. In der Folge bildete Safenwil zusammen mit Uerkheim einen Gerichtsbezirk innerhalb des Amtes Lenzburg. 1528 führten die Berner die Reformation ein.
Nach dem Einmarsch der Franzosen in die Schweiz im März 1798 dankte die alte Regierung von Bern ab, und unter dem Druck der französischen Besatzungsarmee und des Direktoriums in Paris entstand die Helvetische Republik, die am 12. April 1798 in Aarau von den Delegierten der Kantone konstituiert wurde und bis 1803 Bestand hatte. Als Teil der Helvetischen Republik entstand der Kanton Aargau, dem Safenwil seit 1798 angehört.
Im Jahre 1866 erhielt Safenwil eine eigene reformierte Kirche, nachdem das Dorf vor der Reformation nach Gretzenbach, ab 1528 nach Zofingen und ab 1616 nach Kölliken kirchgenössig gewesen war. Handel, Industrie und Gewerbe verdrängten schon früh die Landwirtschaft, bedingt durch den Ausbau der Landstrasse Zürich–Bern in den 1770er Jahren und der Eröffnung der Bahnstrecke Zofingen–Wettingen der Nationalbahn am 6. September 1877. Seit 1900 wuchs die Bevölkerungszahl auf etwa das Dreifache. Die Eröffnung der Autobahn im Jahr 1967, mit Anschlussstellen bei Oftringen und Kölliken, führte zu einem raschen wirtschaftlichen Aufschwung, aber auch zu einer Teilung und hoher Lärmbelastung des Siedlungsgebiets.

## Wappen
Die Blasonierung des Gemeindewappens lautet: «In Blau weisser Eberkopf, überhöht von sechsstrahligem gelbem Stern.» Das Wappenbild, welches erstmals 1811 auf dem Gemeindesiegel erschien, entstand aufgrund eines Missverständnisses. Die mittelalterliche Schreibweise Savenwil wurde fälschlicherweise als Sauenwil interpretiert. 1963 ersetzte man den fünfstrahligen weissen Stern durch einen gelben Stern mit sechs Strahlen.

## Sehenswürdigkeiten

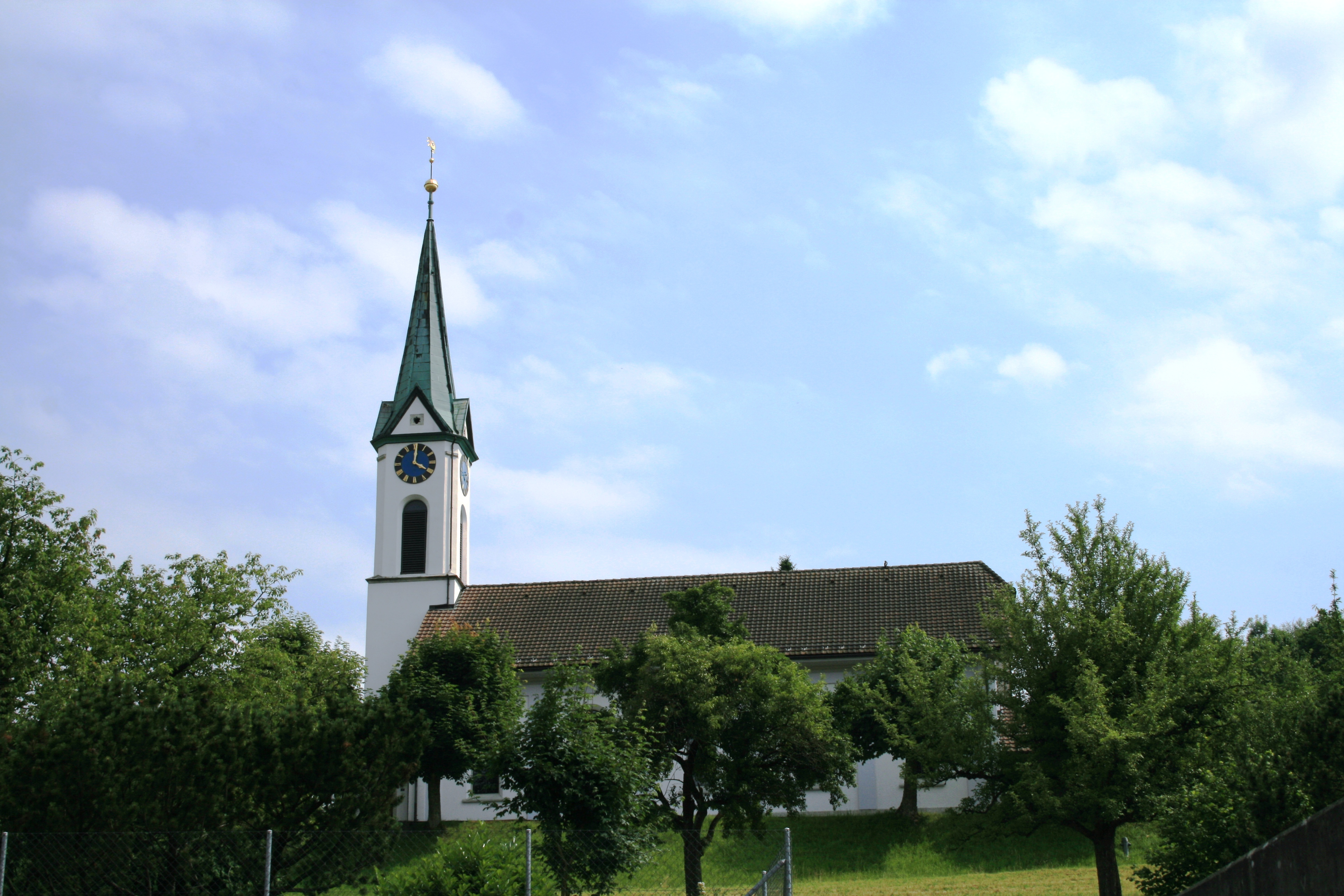
Kirche Safenwil

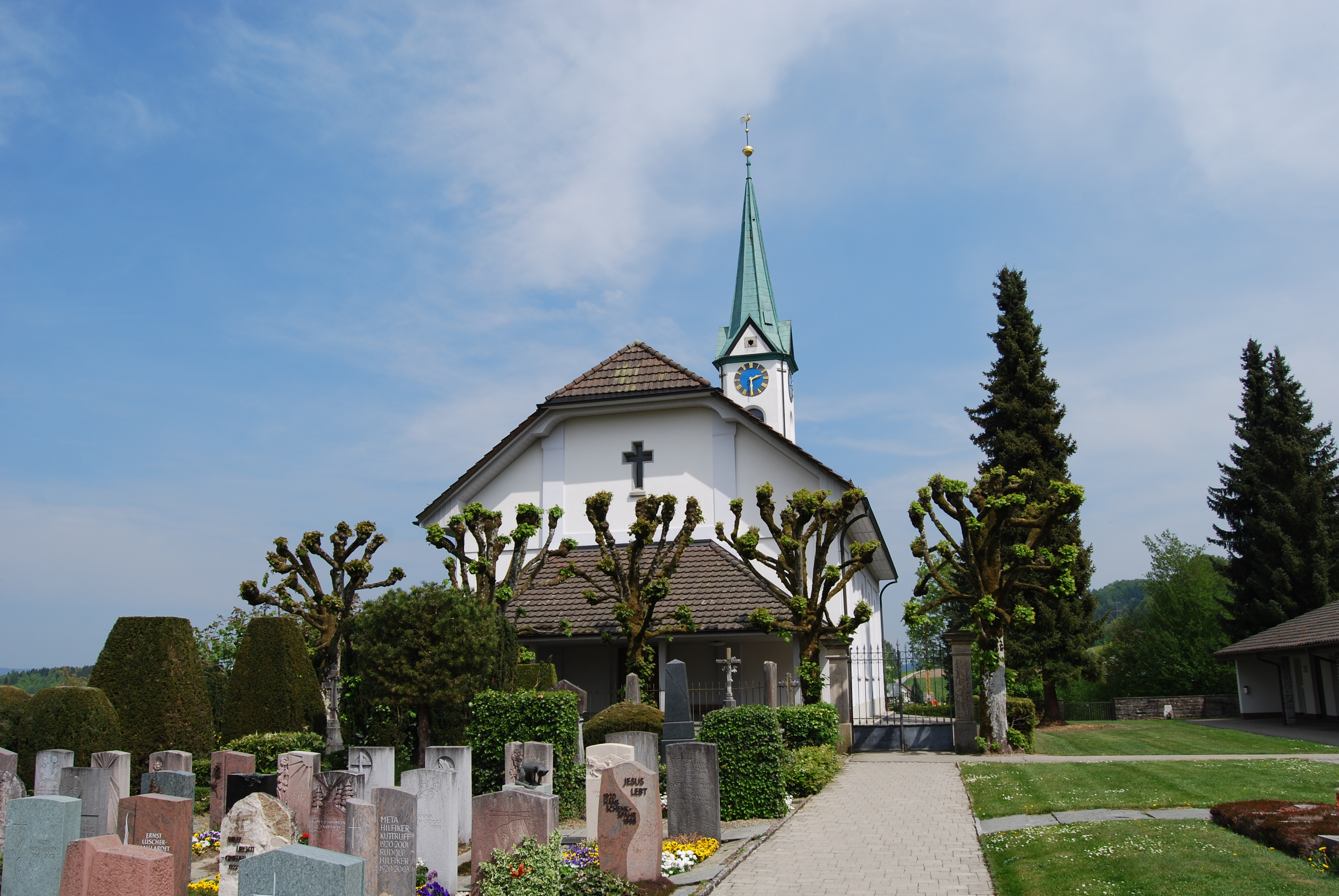
Friedhof und Kirche

Das Dorfmuseum im ehemaligen Schul- und Gemeindehaus befasst sich mit der Siedlungs-, Industrie- und Kulturgeschichte der Gemeinde. Die Emil Frey Gruppe betreibt in den Hallen einer ehemaligen Textilfabrik das Classic Car Museum, in dem bis zu 60 Oldtimer-Fahrzeuge aus vorwiegend britischer und japanischer Produktion präsentiert werden.

## Bevölkerung
Die Einwohnerzahlen entwickelten sich wie folgt:
| Jahr      | 1764 | 1798 | 1850 | 1900 | 1930 | 1950 | 1960 | 1970 | 1980 | 1990 | 2000 | 2010 | 2020 |
| Einwohner | 506  | 713  | 1200 | 1347 | 1781 | 1919 | 2396 | 2608 | 2568 | 2957 | 3128 | 3489 | 4107 |

Am 31. Dezember 2023 lebten 4564 Menschen in Safenwil, der Ausländeranteil betrug 29,2 %. Bei der Volkszählung 2015 bezeichneten sich 36,5 % als reformiert und 22,0 % als römisch-katholisch; 41,5 % waren konfessionslos oder gehörten anderen Glaubensrichtungen an. 92,1 % gaben bei der Volkszählung 2000 Deutsch als ihre Hauptsprache an, 1,6 % Italienisch, 1,5 % Albanisch, 1,2 % Serbokroatisch und 0,5 % Französisch.

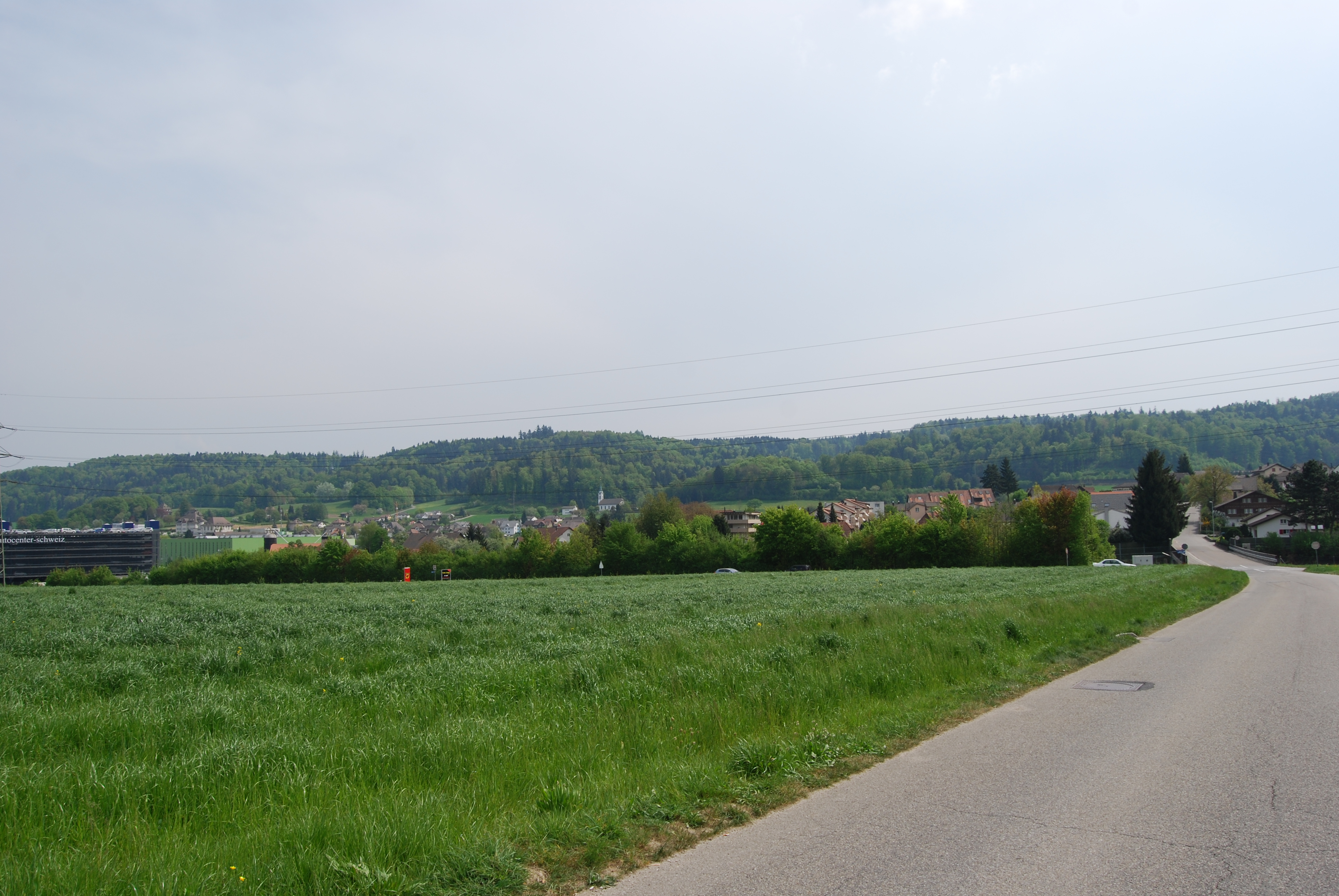
Ortseingang von Norden

## Politik und Recht
Die Versammlung der Stimmberechtigten, die Gemeindeversammlung, übt die Legislativgewalt aus. Ausführende Behörde ist der fünfköpfige Gemeinderat. Er wird im Majorzverfahren vom Volk gewählt, seine Amtsdauer beträgt vier Jahre. Der Gemeinderat führt und repräsentiert die Gemeinde. Dazu vollzieht er die Beschlüsse der Gemeindeversammlung und die Aufgaben, die ihm vom Kanton zugeteilt wurden. Für Rechtsstreitigkeiten ist in erster Instanz das Bezirksgericht Zofingen zuständig. Safenwil gehört zum Friedensrichterkreis XVI (Zofingen).

## Wirtschaft
In Safenwil gibt es gemäss der im Jahr 2015 erhobenen Statistik der Unternehmensstruktur (STATENT) rund 1600 Arbeitsplätze, davon 3 % in der Landwirtschaft, 22 % in der Industrie und 75 % im Dienstleistungsbereich. Das bekannteste und mit Abstand bedeutendste Unternehmen ist die Emil Frey Gruppe. Sie ist im Import und im Handel mit Automobilen tätig (u. a. Toyota, Subaru, Jaguar, Suzuki) und ist das grösste Unternehmen dieser Art in der Schweiz. Zahlreiche Erwerbstätige sind Wegpendler und arbeiten in den Regionen Zofingen oder Aarau.
Östlich des Dorfes Safenwil befindet sich neben der Köllikerstrasse die B. Wilhelm AG, ein grosser Verwertungsbetrieb ausgedienter Fahrzeuge.

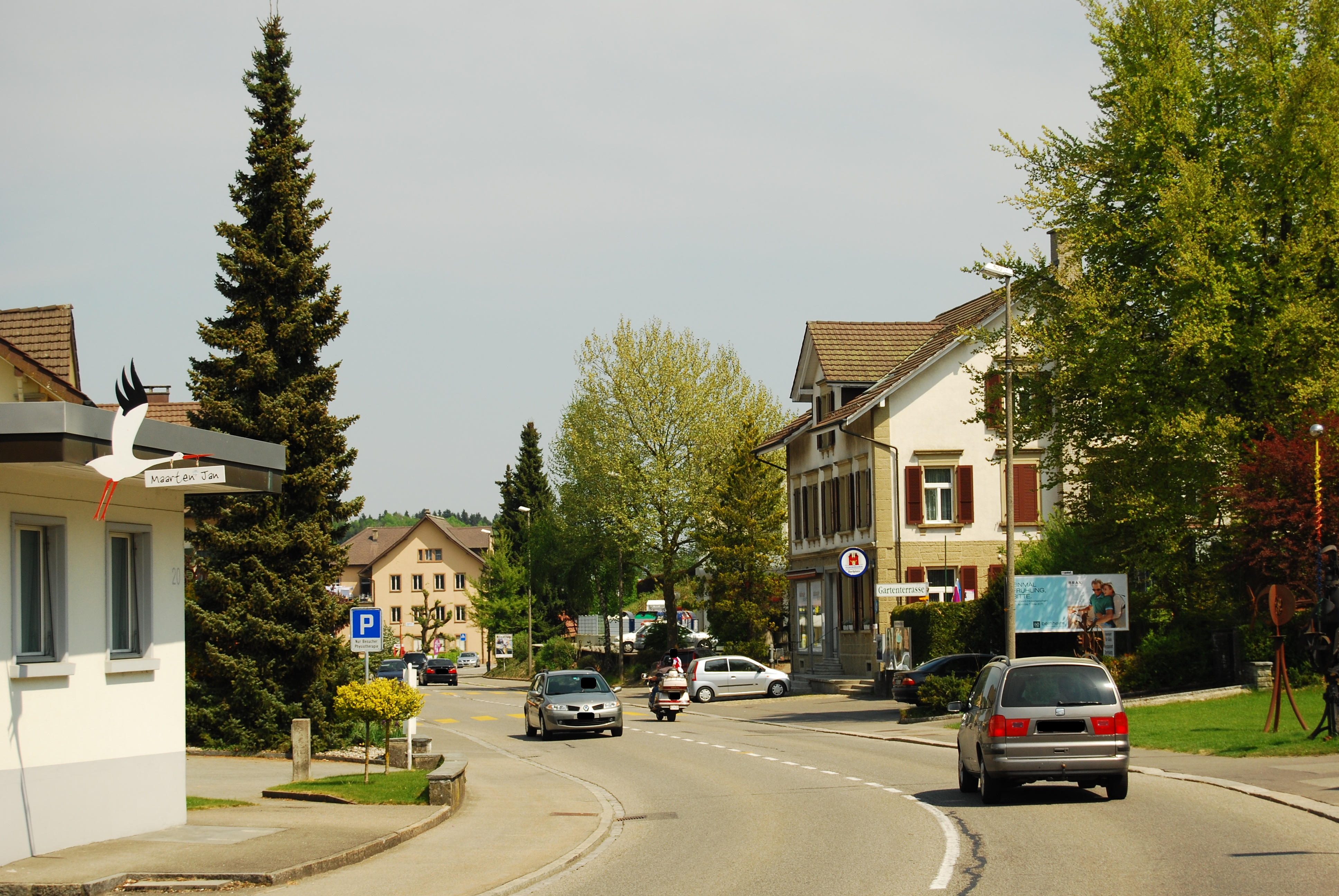
Hauptstrasse 1 in Safenwil

## Verkehr
Durch Safenwil verläuft die Hauptstrasse 1 (Köllikerstrasse) von Zürich nach Bern. Der kleine Passübergang über die Anhöhe Striegel ist die höchste Stelle des Streckenverlaufs zwischen Langenthal und dem Mutschellen.
Über Walterswil führen Nebenstrassen gegen Norden in das Aaretal.
Der Anschluss Oftringen der Autobahn A1 befindet sich vier Kilometer westlich von Safenwil. Beim Bau der Lärmschutzwand neben der Autobahn bei Safenwil im Jahr 2000 wurde aufgrund einer Initiative der 1998 gegründeten «IG Solar Safenwil» eine fast 400 Meter lange Photovoltaikanlage eingerichtet. Für dieses Projekt, das zusammen mit dem Bundesamt für Energie realisiert wurde, erhielt 2001 die «IG Solar Safenwil» den Schweizer Solarpreis.
Durch das verkehrsgünstige Tal verläuft die Veloroute Nr. 34 mit der Bezeichnung «Alter Bernerweg». Die Route benützt in Safenwil Neben- und Quartierstrassen zwischen der Hauptstrasse und der Autobahn.
Die Anbindung an den öffentlichen Verkehr erfolgt durch die SBB-Bahnstrecke Lenzburg–Zofingen mit dem Bahnhof Safenwil und der Station Walterswil-Striegel. An Wochenenden verkehrt ein Nachtbus von Zofingen nach Safenwil und weiter nach Aarau.
- S 28 Zofingen – Lenzburg
- N28 Zofingen Bhf – Oftringen – Safenwil – Kölliken – Entfelden – Suhr – Buchs AG – Aarau Bahnhof

## Bildung
Die Gemeinde verfügt über einen Kindergarten und drei Schulhäuser, in denen die Primarschule, die Realschule und die Sekundarschule absolviert werden können. Die Bezirksschule kann in Kölliken besucht werden. Eine Besonderheit ist, dass auch die Schüler der solothurnischen Nachbargemeinde Walterswil hier die Oberstufen besuchen und es eine gemeinsame grenzüberschreitende Schulverwaltung gibt. Das nächstgelegene Gymnasium ist die Kantonsschule Zofingen.

## Persönlichkeiten
- Karl Barth, evangelischer Theologe, von 1911 bis 1921 Pfarrer von Safenwil
- Christoph Barth, Sohn von Karl Barth, Theologe und Hochschullehrer
- Markus Barth, Sohn von Karl Barth, Theologe und Hochschullehrer
- Walter Hilfiker (1897–1945), Nationalrat
- Johann Rudolf Hüssy (1789–1857), Unternehmer[22]
- Johann Rudolf Hüssy (1918–2004), Offizier
- Fritz Hartmann (1911–1989), Radrennfahrer